# محافظة وايوتس تسور
محافظة وايوتس تسور (بالأرمنية: Վայոց Ձոր մարզ)‏ هي محافظة في أرمينيا. يقدر عدد سكانها بـ 58,324 نسمة ومساحتها 2,308 كم2.